# Zaytoun
Zaytoun is een non-profitorganisatie die opgericht is om Palestijnse producenten van olijfolie en hun gemeenschappen te helpen. De organisatie is, buiten de Palestijnse Gebieden, vooral actief in het Verenigd Koninkrijk.
Als gevolg van het Israëlisch-Palestijns conflict worden Palestijnse olijfboeren regelmatig geconfronteerd met de verwoesting van hun boomgaarden en beperkte toegang tot hun boomgaarden. Zaytoun opereert binnen de Palestijnse Gebieden om de boeren te helpen met het verbeteren van de kwaliteit van hun olie en hun (export-)mogelijkheden te vergroten.